# Malletiidae
Malletiidae zijn een familie van tweekleppigen uit de orde Nuculanida.

## Geslachten
- Carinineilo Kuroda & Habe, 1971
- Clencharia A. H. Clarke, 1961
- Katadesmia Dall, 1908
- Malletia Desmoulins, 1832
- Neilo A. Adams, 1854
- Protonucula Cotton, 1930
- Pseudoglomus Dall, 1898
- Taiwannuculana Okutani & Lan, 1999